# 国語辞典サーフィン
『国語辞典サーフィン』（こくごじてん・サーフィン）はNHKラジオ第1放送の教養番組である。

## 概要
2022年7月18日（海の日）の祝日特番として19時20分 - 19時55分生放送され、それが好評だったため、同11月3日（文化の日）・に第2版、さらに同11月23日（勤労感謝の日）に第3版・がそれぞれ同じ時間帯で生放送され、2023年4月8日より毎週土曜日12:45-13:00にレギュラーでの生放送が開始された。
番組のコンセプトは「国語辞典は読みものだ!!」。国語辞典は語意など一見は同じように見えるが、実際には発行する会社・団体などの作りての思いや個性にあふれている。この番組では200冊以上もの国語辞典を持っているという国語辞典コレクターで芸人のサンキュータツオと、子ども科学電話相談の司会で知られる柘植恵水（NHKラジオセンター専属アナウンサー）が、様々な国語辞典を見ながら、知られざる辞典や言葉の魅力を探っていくという内容。
2025年3月15日生放送をもってレギュラー放送が終了、その後は再び特集番組（2025年5月4日）として継続して放送されている。

## 放送日時
- 初回生放送：土曜 12時45分 - 13時　ラジオ第1放送
- 再放送：木曜 17時40分 - 17時55分　FM放送（2023年度）→水曜日深夜（木曜日未明）0時30分 - 0時45分　FM放送（2024年度）[6]

※初回生放送日でも月1-2回程度アンコールに充てる場合がある。